# Підгайчиківська сільська рада (Коломийський район)
| Підгайчиківська сільська рада — орган місцевого самоврядування у Коломийському районі Івано-Франківської області з адміністративним центром у с. Підгайчики. Історична дата утворення: в 1940 році. Водоймища на території, підпорядкованій даній раді: річка Турка. Сільській раді підпорядковані населені пункти: - с. Підгайчики |

## Склад ради
Рада складається з 16 депутатів та голови.

### Керівний склад ради
| ПІБ                       | Основні відомості                                                 | Дата обрання | Дата звільнення |
| ------------------------- | ----------------------------------------------------------------- | ------------ | --------------- |
| Савчук Степан Іванович    | Сільський голова, 1959 року народження, освіта, безпартійний      | 26.03.2006   | 31.10.2010      |
| Мельничук Павло Дмитрович | Сільський голова, 1953 року народження, освіта вища, безпартійний | 31.10.2010   |                 |

Примітка: таблиця складена за даними джерела